# Train de nuit dans la Voie lactée
Train de nuit dans la Voie lactée (銀河鉄道の夜, Ginga tetsudō no yoru) est une nouvelle japonaise écrite par Kenji Miyazawa en 1927. Elle n’est cependant publiée qu’en 1934 à titre posthume sur neuf chapitres, dans un volume de l'édition des Œuvres complètes de Kenji Miyazawa (『宮沢賢治全集』第三巻), publié par Bunpodo (文圃堂). À l’heure actuelle, quatre versions différentes sont connues, bien que la dernière soit de loin la plus répandue au Japon.
En 1991, les éditions Intertextes publient un recueil reprenant le titre de la nouvelle. Ce recueil contient les nouvelles Gauche le violoncelliste, Matasaburo le vent et Train de nuit dans la Voie lactée. En 1995, les éditions du Serpent à Plumes rééditent le recueil.
Cette nouvelle a été plusieurs fois adaptée : en film d’animation en 1985, en comédie musicale et en pièce de théâtre.

## Résumé
Giovanni, issu d’une famille pauvre, doit travailler dur tous les jours pour prendre soin de sa mère malade. Heureusement, il peut compter sur l’aide de son ami d’enfance, Campanella. Un jour de classe où Giovanni ne peut pas expliquer précisément au professeur ce qu’est la Voie lactée, Campanella feint de l’ignorer aussi pour lui sauver la mise. Néanmoins, ce dénuement en fait souvent la cible des moqueries, notamment d'un de ses camarades de classe nommé Zanelli.
Un jour, éreinté, Giovanni finit par tomber d’épuisement au sommet d’une colline. C’est alors qu’il entend un bruit étrange, et réalise qu’il est assis dans un train avec Campanella. Encore plus étrange, ce train voyage à travers la Croix du Nord dans la Voie lactée ! Tout au long du trajet, les deux amis voient des choses fantastiques, comme des chercheurs en train d’extraire un fossile pris dans de la poussière de diamant ou encore un homme qui transforme des hérons en confiserie.
Puis, un groupe d’enfants montent dans le train lors d’un arrêt à la constellation de l’Aigle. On peut à ce moment supposer que le train mène ses passagers jusque dans l’au-delà, car ces enfants étaient sur un bateau qui a sombré à la suite d'une collision avec un iceberg (le Titanic peut-être). Arrivés à la Croix du Sud, tous les passagers descendent de voitures, laissant nos deux amis seuls. Ils se promettent alors de voyager pour toujours, ensemble ; mais c’est à ce moment-là que Campanella disparaît, laissant Giovanni derrière.
Ce dernier se réveillera alors au sommet de la colline. Pourtant, quand il rentre chez lui, on lui apprend que Zanelli est tombé d’un bateau dans une rivière, ne devant sa survie qu’à Campanella. Hélas, ce dernier n’est pas remonté.

## Thèmes abordés
Kenji Miyazawa est très affecté par la mort de sa sœur en 1922 et, l’âme en peine, il fait peu de temps après un voyage en train jusqu’à Sakhaline. Cet épisode serait le point de départ de sa nouvelle, qu’il commencera réellement à écrire en 1924. Il y travaillera régulièrement jusqu’à sa mort, en 1933, ce qui fait qu’une partie de l’histoire n’a jamais été complétée au milieu – n’empêchant cependant pas la publication.
On trouve plusieurs références religieuses dans la nouvelle, mais la principale question que se pose l’auteur est : « Qu’est-ce que le vrai bonheur ? » Honorer ceux qui se sacrifient pour les autres est aussi un thème récurrent dans cette nouvelle, et selon Hasebe (2000), cette dernière illustre les propres réflexions et préoccupations philosophiques de Kenji Miyazawa sur les notions de sacrifice et de don de soi – sujet qui apparaît déjà dans ses œuvres de jeunesses comme Yodaka no Hoshi et Gusukōbudori no Denki. Suzuki (2004) interprète quant à lui la nouvelle comme une « vision holistique de la nature ».

## Adaptation

### Film d’animation

#### Présentation
La nouvelle a été adaptée en un film d’animation en 1985, réalisé par Gisaburō Sugii et scénarisé par Minoru Betsuyaku. La plupart des membres de l’équipe de réalisation sont d’ailleurs très réputés, comme Kōichi Mashimo qui fondera plus tard le studio Bee Train. Mayumi Tanaka et Chika Sakamoto ont respectivement doublé les personnages de Giovanni et Campanella. Enfin, c’est Haruomi Hosono (membre de YMO) qui s’est chargé de composer la bande-son.
Les deux œuvres présentent cependant des différences, la plus importante étant que les personnages principaux sont des chats dans le film (bien que certains restent humains, comme les enfants du bateau naufragé).
On peut noter que les sous-titres ou les textes incrustés tout au long du film sont en espéranto, une langue pour laquelle Kenji Miyazawa s’est passionné. Par exemple, on trouve dans cette langue les écritures sur le tableau de classe ou encore les paroles du choral Plus près de toi, mon Dieu qui figurent dans le journal évoquant le naufrage.

#### Fiche technique
- Origine :  Japon
- Date de sortie : 13 juillet 1985
- Durée : 113 minutes

Staff
- Réalisation : Gisaburō Sugii
- Scénario : Minoru Betsuyaku
- Musique : Haruomi Hosono
- Character design : Takao Kodama
- Animation : Marisuke Eguchi
- Production : Atsumi Tashiro et Masato Hara
- Studios : Group TAC et Nippon Herald

Sources : Internet Movie Database et Anime News Network.

#### Récompense
- Prix Noburō Ōfuji pour Gisaburō Sugii, 1985[5]

### Pièce de théâtre
Une pièce de théâtre intitulée Sōkō: Ginga tetsudō no yoru (想稿・銀河鉄道の夜) a aussi été créée par le dramaturge Sō Kitamura. On peut noter que les kanjis 想稿 (dans le titre) pourrait être un jeu de mots sur sōkō (草稿?, lit. « brouillon ») et le caractère sō (想) qui évoque le sens de conception, d’idée. La pièce a été jouée pour la première fois en 1986 par la troupe Project Navi de Kitamura.
Ensuite, l’œuvre est incluse dans une partie de la pièce Kenji-tō tankenki (賢治島探検記) de Yutaka Narui, dont le but était de mettre en scène divers travaux de Kenji Miyazawa. L’acte se nomme Kōsoku ginga tetsudō no yoru (光速銀河鉄道の夜) et retrace assez brièvement l’histoire. On peut noter la présence du professeur Burukaniro, qui n’apparaît que dans la troisième version de la nouvelle.
Enfin, une version musicale de l’œuvre a été réalisée par une compagnie d’art d’Akita nommée Warabiza. Elle fut interprétée pour la première fois en avril 2004, et une tournée s’ensuivit à travers tout le Japon jusqu’en mars 2007.

## Allusions dans d’autres œuvres
En premier lieu, on trouve nombre de clins d’œil dans les mangas et anime :
- l’idée du train à vapeur voyageant dans les étoiles a inspiré Leiji Matsumoto et son fameux manga Galaxy Express 999, dont le titre japonais (Ginga tetsudō 999) fait référence à celui de la nouvelle (Ginga tetsudō no yoru) ;
- le livre apparaît dans Hanbun no tsuki ga noboru sora où il est offert par son père à Akiba Rika ;
- dans le manga Aria de Kozue Amano, un personnage nommé Akari se représente le Galaxy Express à travers un train de nuit. Le lendemain soir, un chat lui offre un billet pour ce train, mais elle le donnera au dernier moment à un chaton ayant perdu le sien. À part Akari, le conducteur et les passagers sont tous des chats, seconde analogie avec la nouvelle ;
- la nouvelle est centrale dans le film d'animation L'Île de Giovanni (2014), où les deux jeunes héros supportent leurs drames en s'identifiant à Giovanni et Campanella ;
- dans le film d'animation Un été avec Coo Koishi, le protagoniste discute à la piscine avec son amie Kikushi de son voyage. Lorsque celle-ci fait allusion à la ville natale de l'auteur, elle affirme avoir une profonde admiration pour celui-ci et son livre. Deux scènes plus tard on revoit le livre en question entrouvert dans la maison de Koishi.
- Yakitate!! Japan, un célèbre manga, y fait aussi une courte allusion à travers la réaction du juge pierrot lorsque ce dernier mange le pain de l’ombre, censé l’envoyer à travers la galaxie pour voir sa mère. On peut aussi apercevoir la mère du personnage principal exhibant le livre ;
- dans Doraemon, le héros se trompe en confondant la nouvelle avec le manga de Leiji Matsumoto, leur titre étant similaire (voir ci-dessus) ;
- dans Mawaru-Penguindrum, où se trouvent de nombreuses références : le train est remplacé par le métro, Campanella est devenu Kamba, Giovanni est Shoma, et des enfants discutent d'un Campanella devant prendre le train...
- enfin, le film d'animation Bungaku shōjo, dans lequel évoluent de jeunes lycéens amateurs de littérature, est construit sur cette œuvre, et propose une réflexion sur la question du bonheur, ainsi que celle de suicide.
- Dans la série d'animation Cardcaptor Sakura Clear Card épisode 19, Yukito fait une lecture de la nouvelle Train de nuit dans la Voie lactée à des enfants hospitalisés en compagnie de Sakura, Tomoyo, Akiho et Shaolan.
- Dans le manga Act-Age, Yuujirou Iwao adapta la nouvelle en pièce de théâtre avec sa troupe Tenkyu avec l'héroine Kei Yonagi dans le rôle de Campanella.
- Dans l'épisode 3 de Kamen Rider Saber, le Héros Touma lis ce livre.
- Dans Shaman King, le personnage Matamune lit Train de nuit dans la Voie lactée dans le tome 19.
- Dans l'animé Quand Takagi me taquine Karakai Jouzu no Takagi-san (からかい上手の高木さん) dans l'épisode 5 de la première saison intitulé Les Révisions / Le Contrôle / L'Annonce des résultats / La Librairie / Jour de pluie (テスト勉強・テスト・テスト返却・本屋・雨宿り) Dans la partie Les révisions, dans la bibliothéque face à 西片くん (Nishikata-kun) entrain d'étudié, 高木さん (Takagi-san) lit un livre avec couverture bleu sobre qui s'intitule 銀河鉄道の夜 .

Dans la littérature, on trouve une allusion dans la nouvelle .hack//AI buster. En effet, un des personnages affirme que le choix de son pseudonyme, Albireo, est dû à la description de l’étoile Albireo faite par Miyazawa, qui l’aurait fortement ému. Le livre est évoqué une seconde fois pendant la discussion sur l’évolution d’une œuvre entre le premier jet et la version finale, en référence bien sûr aux différentes versions de Train de nuit dans la Voie lactée.
Dans la musique, la nouvelle a inspiré le groupe de punk rock japonais Going Steady pour leur chanson Ginga tetsudō no yoru (銀河鉄道の夜), Hikaru Utada pour les paroles de sa chanson Take 5 (dans l’album Heart Station), ainsi que le morceau Stella de Kashiwa Daisuke. Elle a aussi inspiré le titre Campanella, chanté par la Vocaloid GUMI/Megpoid et composé par sasakure.UK (ささくれP).
Enfin, dans la région de Tōhoku au Japon d’où est originaire Kenji Miyazawa, le nom de la nouvelle a aussi été repris pour un train grandeur nature reliant les gares de Morioka et Sannohe : Iwate ginga tetsudō sen (いわて銀河鉄道線).

## Sources
1. 1 2  Oriane Sidre, « Impact et influence de l'écrivain Kenji Miyazawa sur la production animée japonaise, de 1949 à 2019 », sur theses.fr, 2018
2. ↑  Kenji Miyazawa, Train de nuit dans la Voie lactée, Paris, Le Serpent à Plumes, coll. « Motifs » no 21, 1995,  (ISBN 978-2-9089-5761-7)
3. ↑  « Train de nuit dans la voie lactée » (présentation de l'œuvre), sur l'Internet Movie Database
4. ↑  Night on the Galactic Railroad (movie) sur Anime News Network]
5. ↑  « Train de nuit dans la Voie lactée » ((en) récompenses), sur l'Internet Movie Database